# Mazda 767B
O Mazda 767B foi um protótipo de corrida desenvolvido pela Mazdaspeed para as 24 Horas de Le Mans.
O 767B é alimentado por um motor rotativo de rotor 13J-4 600hp que produz um ruído que não só é ouvido, mas sentido. Em marcha lenta, o motor ronca com uma cadência rápida e inquieta, aparentemente pronto para decolar a qualquer momento.

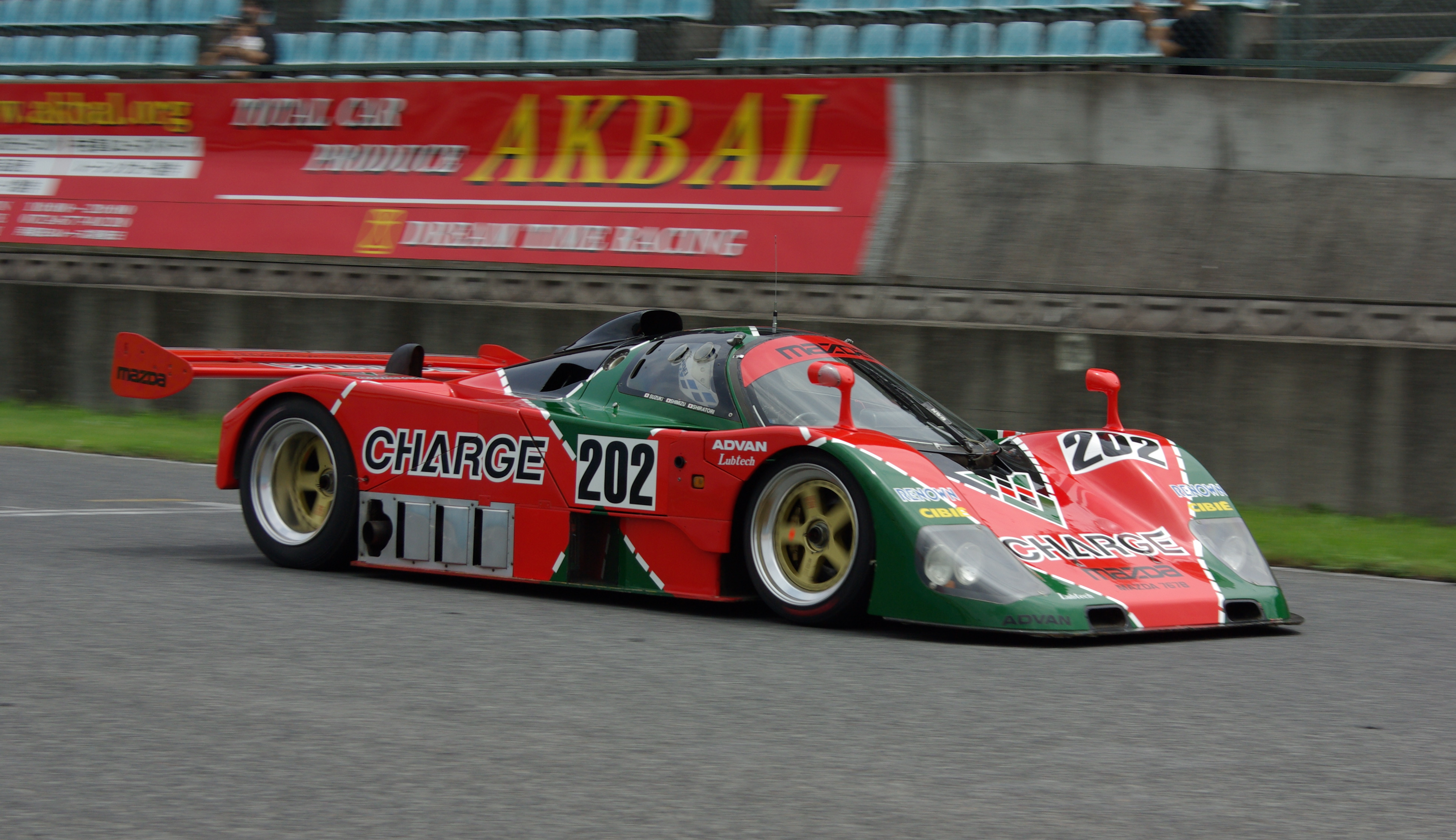
Mazda 767B